# Territori de l'Alt Volta
El territori de l'Alt Volta fou una colònia (formalment "territori d'Ultramar") de França que va existir entre el 4 de setembre de 1947 i el 11 de desembre de 1958 en el territori que avui dia s'anomena Burkina Faso.

## Història
Després de la II Guerra Mundial els mossis van renovar la seva petició de disposar d'una entitat administrativa pròpia i recuperar un territori separat com havia existir entre 1919 i 1932. Aquesta petició fou atesa finalment per França el 4 de setembre de 1947 quan es va crear el Territori de l'Alt Volta. El 1952 els caps tradicional van constituir un sindicat. A les eleccions a l'Assemblea el mateix any, el Rassemblement Démocratique Africain (partit nacionalista creat el 1946, que tenia el suport del Partit Comunista Francès fins al 1956 quan va esdevenir conservador) va obtenir molt pocs vots. L'any 1954 el ferrocarril va arribar a Ouagadougou. El 8 de juliol de 1956 es va fundar a Ouagadougou la Confédération africaine des travailleurs croyants (CATC).
L'organització territorial francesa d'Ultramar es va alterar amb la famosa llei Marc o Llei Quadre de 23 de juliol de 1956, coneguda també com a llei Deferre, que va donar passar a modificacions administratives aprovades pel Parlament francès el 1957 que asseguraven àmplia autonomia a cada territori colonial. El 31 de març de 1957 es van fer eleccions generals a l'Assemblea de l'Alt Volta i el Partit Democràtic Unificat (PDU) que va obtenir la majoria (37 escons sobre 70). Ouezzin Coulibaly va esdevenir vicepresident del consell i es va formar un gabinet d'unió nacional que aviat va entrar en crisis, però Coulibaly va aconseguir la confiança el 22 de gener però va morir a París el 7 de setembre. Al referèndum del 28 de setembre, hi va haver majoria a favor de la Comunitat Francesa.
El 1958 foren constituïdes en comunes (municipis) les poblacions Ouahigouya, Koudougou, Banfora. El 9 de desembre de 1958 Yameogo va formar un altre govern d'unió i dos dies després el territori de l'Alt Volta va esdevenir la república autònoma de l'Alt Volta dins de la Comunitat Francesa (11 de desembre de 1958). A les eleccions del 19 d'abril de 1959 el RDA va obtenir una completa victòria (64 escons sobre 78) Aquesta república autònoma va accedir a la plena independència el 5 d'agost de 1960 sota la presidència de Maurice Yaméogo, cap del "Rassemblement Démocratique Africain", confirmat per l'assemblea el 8 de desembre de 1960. La república va canviar el nom a Burkina Faso el 4 d'agost de 1984.

## Governadors[2]
- 1947 - 1948 Gaston Mourgues (interí)
- 1948 - 1953 Albert Jean Mouragues 
  - 1950 Lucien Eugène Geay (suplent de Mouragues)
  - 1952 Roland Joanes Louis Pré (suplent de Mouragues)
- 1953 - 1956 Salvador Jean Étcheber
- 1956 - 1958 Yvon Bourges
- 1958 Max Guillaume Berthet (interí)

## Alts Comissionats[2]
- 1958 - 1959 Max Guillaume Berthet
- 1959 - 1960 Paul Jean Marie Masson